# Antena reflektorowa

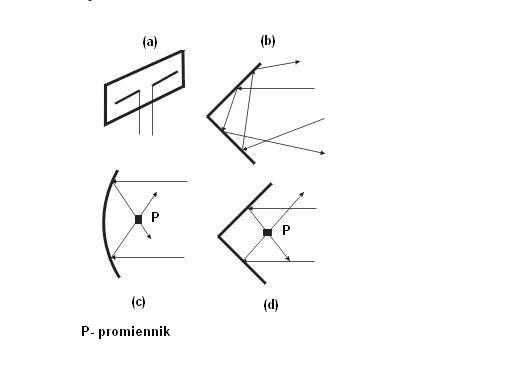
Typy reflektorów

Antena reflektorowa – jest to antena składająca się z dwóch podstawowych elementów:
- reflektora, który stanowi powierzchnię odbijającą dla fal elektromagnetycznych,
- źródła oświetlającego (promiennika), który w odpowiedni sposób oświetla reflektor.

Typy stosowanych reflektorów.
- reflektor płaski(a) – ogranicza promieniowanie do jednej przestrzeni.
- reflektor prostokątny(b) – ma taką samą budowę jak reflektor kątowy z tą jednak różnicą, że nie występuje tu promiennik. Pełni on po prostu rolę anteny pasywnej.
- reflektor paraboliczny(c) – najbardziej rozpowszechniony typ anteny reflektorowej, często stosowany w telewizji satelitarnej. Fale elektromagnetyczne padające równolegle do reflektora po odbiciu przecinają się w jednym punkcie zwanym ogniskiem. Umieszczając w tym punkcie promiennik odbieramy prawie całą moc padającą na reflektor. Promiennik również może wysyłać fale, których droga będzie analogiczna jak w przypadku odbioru.
- reflektor kątowy(d) – powstaje przez złożenie dwóch reflektorów płaskich i zapewnia zwiększenie zysku energetycznego.